# گولیلمو مارکونی
گولییِلمو مارکونی (به ایتالیایی: Guglielmo Marconi)‏ تلفظ ایتالیایی: [ɡuʎˈʎɛlmo marˈko:ni]∗ (زادهٔ ۲۵ آوریل ۱۸۷۴ – درگذشتهٔ ۲۰ ژوئیهٔ ۱۹۳۷) مهندس برق ایتالیایی و دریافت‌کنندهٔ جایزهٔ نوبل بود که در گسترش سیستم بی‌سیم تلگرافی یا همان رادیو تأثیر بسیاری داشت. مارکونی رئیس فرهنگستان ایتالیا و عضو شورای عالی فاشیستی ایتالیا بود.

## ابتدای زندگی
گولِلمو مارکونی در شهر بولونیای ایتالیا زاده شد. وی دومین پسر خانوادهٔ جوزپه مارکونی و آنی جیمسون بود که از اشراف و سرشناسان ایتالیا به‌شمار می‌رفتند. مادرش، آنی، دختر اندرو جیمسون از نوادگان دافنه در وکسفورد ایرلند بود.
مارکونی به‌طور خصوصی درس خواند و تحصیلاتش را زیر دست آموزگاران کارکشتهٔ ایتالیایی در بولونیا و فلورانس ادامه داد. در جوانی علاقهٔ زیادی به فیزیک و الکترونیک داشت و کارها و پژوهش‌های کسانی مانند ماکسول، هرتز و دیگران را مطالعه می‌کرد.
در ۱۸۹۵ آزمایش‌هایش را در آزمایشگاه پدرش در پونتکیو آغاز کرد و نخستین سیگنال‌های رادیویی تلگراف بی‌سیم را در فاصلهٔ یک و نیم مایلی مخابره کرد. در ۱۸۹۶ مارکونی تجهیزات آزمایشگاهی خود را به انگلستان برد و در آنجا با سِر ویلیام پریس، سرمهندس الکترونیکِ ادارهٔ پست آشنا شد و پس از یک سال، اختراع سیستم تلگراف بی‌سیم را به نام خود ثبت کرد.

## تأسیس کمپانی مارکونی
مارکونی یکی از دستگاه‌های فرستنده رادیویی خود را با موفقیت تمام در لندن بین ایستگاه مخابراتی سالزبری و بریستول به نمایش گذاشت و در ژولای ۱۸۹۷ کمپانی تلگراف بی‌سیم و سیگنال با مسوولیت محدود را تأسیس کرد. این شرکت در ۱۹۰۰ به کمپانی تلگراف بی‌سیم مارکونی تغییر نام داد. در همان سال سیستم بی‌سیم خود را در فاصله ۱۲ مایلی و در حضور مقامات دولتی ایتالیا در اسپتزیا به نمایش گذاشت که رکوردی چشم‌گیر تا آن زمان بود.
در ۱۸۹۹ ارتباط تلگراف بی‌سیم میان دو کشور فرانسه و انگلیس برقرار شد. او ایستگاه‌های بی‌سیم ثابتی را در نیدلز، آیل آو ویت، بورن موث و پس از آن در هاون هتل، پول و دورست برپا کرد. وی همچنین در ۱۹۰۰ امتیاز مخابرات بی‌سیم به نام خود ثبت کرد و در سال ۱۹۴۳ این امتیاز باطل شد و به نام نیکولا تسلا ثبت گردید

## یک فرضیه با اثبات تجربی
مارکونی در دسامبر ۱۹۰۱ نخستین سیگنال‌های رادیویی را در اقیانوس اطلس میان پولدهو، کورن وال و سنت جونز، نیوفاندلند به فاصله ۲۱۰۰ مایلی مخابره کرد.
سالهای ۱۹۰۲ تا ۱۹۱۲ او چند اختراع دیگر را ثبت کرد. در ۱۹۰۲ در سفر دریایی خود به فیلادلفیای آمریکا اثر روشنایی روز بر ارتباطات بی‌سیم و امواج را کشف کرد و در همان سال با اختراع آشکارساز مغناطیسی برای دریافت امواج رادیویی، امتیاز گیرنده استاندارد امواج رادیویی را برای خود ثبت کرد. این گیرنده برای سال‌های طولانی یک الگوی استاندارد و جامع بود.

## مخابره نخستین پیام تلگرافی و امواج کوتاه
مارکونی به همراه همسر دوم و فرزندشان در دسامبر ۱۹۰۲ نخستین پیغام تلگرافی را از ایستگاه‌هایی در گلیس بی، نوا اسکوشیا و پس از آن کیپ کود و ماساچوست به پولدهو مخابره کرد. این آزمایش‌ها در سال ۱۹۰۷ در آیین گشایش نخستین سرویس بازرگانی آن سوی اقیانوس اطلس بین گلیس بی و کلیفدن ایرلند به اوج خود رسید.
این ماجرا پس از آن بود که نخستین سرویس همگانی تلگراف بی‌سیم در فاصله‌ای کوتاه‌تر میان باری در ایتالیا و آویداری در مونته‌نگرو برقرار شد.
مارکونی در ۱۹۰۵ امتیاز آنتن هوایی رادیویی را نیز به نام خود ثبت کرد. در ۱۹۱۴ ستوان ارتش ایتالیا و پس از آن در ۱۹۱۶ ناخدای ناوگان ایتالیایی و سرکرده آنان شد.
در ۱۹۱۷ او عضو هیئت اعزامی ایتالیا به آمریکا بود و در ۱۹۱۹ به عنوان نماینده تام‌الاختیار ایتالیا در کنفرانس صلح پاریس شرکت کرد. او نشان افتخار ارتش ایتالیا را به پاس خدمت به ارتش این کشور در ۱۹۱۹ دریافت کرد و در سال‌های خدمت در ارتش به پژوهش و آزمایش درباره امواج کوتاه ادامه داد. در ۱۹۲۳ با همکارانش در انگلیس به آزمایش روی این امواج پرقدرت میان ایستگاه رادیویی پولدهو و قایق تفریحی مارکونی که در آتلانتا و مدیترانه بود پرداخت.
دولت انگلستان، پیشنهاد استفاده از این سیستم را پذیرفت و بدین ترتیب نخستین ایستگاه ارتباطی میان انگلیس و کانادا در ۱۹۲۶ شکل گرفت و ایستگاه‌های دیگر در سال‌های بعد اضافه شدند.

## کشف امواج کوتاه
در ۱۹۳۱ مارکونی پژوهش خود را دربارهٔ انتشار امواج کوتاه از سر گرفت که نتیجه آن در ۱۹۳۲، نخستین تلفن بی‌سیم که از امواج کوتاه الکترومغناطیسی بهره می‌برد و میان واتیکان و کاستل گاندولفو، شهری که پاپ تابستان‌ها در آنجا بود، شد.
دو سال بعد در سستری لوانته کاربرد امواج کوتاه رادیویی برای هدایت کشتی را به نیروی دریایی نشان داد. او از مجامع جهانی، جوائز و افتخارات زیادی دریافت کرد که از میان آن‌ها می‌توان به جایزه نوبل با مشارکت فردیناند براون در فیزیک در سال ۱۹۰۹، نشان آلبرت از جامعه سلطنتی هنری، نشان جان فریتز، نشان کلوین اشاره کرد.
او همچنین از سوی تزار روسیه نیز مفتخر به کسب عنوان شد و حتی از سوی سنت آن، پادشاه ایتالیا، لقب فرمانده ارشد گرفت. بسیاری در آن زمان به استعداد و نبوغ او آگاه بودند. در ۱۹۱۴ او در مجلس سنای ایتالیا، سناتور، و در انگلستان، نجیب زاده در رویال ویکتورین شد و پس از آن در سال ۱۹۲۹ به عنوان موروثی مارکیز دست پیدا کرد.

## زندگی شخصی
در ۱۹۰۵ با بئاتریس اوبرایِن دختر بارون چهاردهم اینچیگوین ازدواج کرد. ازدواجی که تا ۱۹۲۷ دوام داشت و در همان سال با کنتس بتسی-اسکالی از رم پیمان زناشویی بست. مارکونی از ازدواج اولش یک پسر و دو دختر داشت و از همسر دومش یک دختر. تفریح او شکار، دوچرخه‌سواری و ماشین‌سواری بود. وی در ۲۰ ژوئیه ۱۹۳۷ در رم درگذشت.

## تصورات نادرست
گولِلمو مارکونی رادیو را اختراع نکرد بلکه آن را برای ارتباطات و به‌کارگیری عمومی گسترش داد. اختراع رادیو به نام مارکونی ثبت شده و امروزه همه او را مخترع این وسیله می‌شناسند، در حالی که در ۱۹۴۳ دادگاه عالی آمریکا به دلیل اینکه تسلا سال‌ها پیش رادیو را اختراع کرده بود، حق اختراع مارکونی را باطل کرد. امواج رادیویی هم از فرکانس‌هایی هستند که نیاز به فرستنده و گیرنده دارند و تسلا در ۱۸۹۳ در سمینار ملی لامپ‌های الکتریکی به آن اشاره کرده‌بود. در ۱۸۹۷ تسلا اختراع رادیو را در اداره ثبت اختراعات آمریکا به ثبت رساند؛ با این حال در ۱۹۰۴ این اداره تصمیمش را عوض و اختراع رادیو را به نام مارکونی ثبت کرد. حمایت توماس ادیسون و آندره کارنجو از مارکونی دلیل این موضوع بود که تسلا را از دریافت مزایای اختراعش محروم کرد.